# Bryocoris pteridis
Bryocoris pteridis је врста стенице која припада фамилији Miridae.

## Распрострањење и станиште
Врста насељава централну и северну Европу, од Ирске на западу укључујући северни обод Медитерана преко Палеарктика до Сибира. У средњој Европи је широко распрострањена и јавља се и на већим надморским висинама, до 1500 метара. У Србији је ретко бележена, разлог овоме је то што је врста ситна и тешко се уочава голим оком. За сада је забележена на подручју око Власинског језера (Сурдулица). Насељава шумска станишта, претежно листопадне шуме где уствари ратсе биљка домаћин (папрати из породице Polypodiaceae).

## Опис
Тело је светле жуто-браон боје, готово прозрачно у неким деловима. Могу имати тамно браон обојен пронотум а глава је увек бар делимично тамно смеђа или црна. Вршни део другог чланка антена, као и трећи и четврти чланак су тамне, црне боје. Одрасле јединке ове врсте могу бити и краткокриле и дугокриле. Дужина тела краткокрилих женки је од 2mm до 3mm, а дугокрилих од 3,2mm до 4mm. Дужина тела краткокрилих мужјака је од 2mm до 2,5mm, а дугокрилих од 3mm до 3,5mm.

## Биологија
Одрасле јединке се јављају од јуна, паре се у јулу и живе до краја августа, почетка септембра. Понекад се могу срести и у октобру. Врста се храни папратима из породице Polypodiaceae, најчешће на врстама из родова  Dryopteris, Pteridium и Anthyrium. Женке полажу јаја појединачно на листове или на стабљике биљке домаћина. Врста презимљава у стадијуму јајета.

## Галерија
- нимфа (млада јединка)